# リカーリング (俳優)
リカーリング（Recurring）は、アメリカ合衆国のテレビドラマ等において、起用されるキャラクター（Reccuring Character）、配役（Reccuring Cast）の一種である。

## アメリカ合衆国のテレビドラマにおいて
アメリカ合衆国の一般的なテレビドラマでは、配役は次の三つに分類される。
- メイン (メインクレジットに俳優名が示される場合)
- リカーリング (メインクレジットに俳優名は示されないが、数多く登場する場合)
- ゲスト (メインクレジットに俳優名は示されず、1回あるいは2回程度登場する場合、ただしシーズンあたりのエピソード数が多い場合はこれより数多く出演する場合もゲストとみなされることがある)

アメリカ合衆国のテレビドラマは複数シーズン製作される場合が多く、シーズンによってこの同配役がこの三つの分類を移動する場合がある。たとえばシーズン1でのゲスト役がシーズン2ではリカーリングとなり、シーズン3ではメインとなり、シーズン4では再びゲストに戻る場合など。

## スケッチ・コメディー
スケッチ・コメディーの分野では普遍的な配役であり、例えばシド・シーザーのユア・ショー・オブ・ショーズでは、頻繁に使用された。
私たちはスケッチ・コメディーを作り展開するに当たって、視聴者を引きつけるものを求めた。繰り返し使用されるキャラクターとテーマは、私たちが好んだ発想であった。これは、私たちのコメディーの「つかみ」に良い効果を加え、なおかつ視聴者を演技に引き寄せる重要なものであった。—シド・シーザー、Caesar's Hours: My Life in Comedy, with Love and Laughter
サタデー・ナイト・ライブのチャーチ・レディやハンズ・アンド・フランツ、カナダのセカンド・シティ・テレビジョンのボブ・アンド・ダグ・マッケンジー兄弟がこの種の例としてあげられる。特定の作品に留まらず、作品の枠を越えて起用されることもあり、キャロル・バーネット・ショーのスケッチ・コメディーザ・ファミリーから主要キャラクターであるテルマが欠け、テルマを主人公とするママズ・ファミリーに回るのはその一例である。スピンオフ作品が制作されることもあり、例えばサタデー・ナイト・ライブからアル・フランケンはMr．ヘルプマン、ウェインズ・ワールド、ブルース・ブラザーズ、レディース★マン等の映画が制作されている。他の番組に出演する場合もあり、1983年のサタデー・ナイト・ライブへのマッケンジー兄弟（ボブ：リック・モラニス、ダグ：デイヴ・トーマス）の出演、1978年のマペット・ショーへのサタデー・ナイト・ライブからのエミリー・リテラ（ギルダ・ラドナー）の出演はその例である。